# Amstel Gold Race 2003
L'Amstel Gold Race 2003 fou la 38a edició de l'Amstel Gold Race. La cursa es disputà el 20 d'abril de 2003, sent el vencedor final el kazakh Aleksandr Vinokúrov, que s'imposà en solitari en la meta de Valkenburg.
197 ciclistes hi van prendre part, acabant la cursa 122 d'ells.

## Classificació final
|    | Ciclista             | Equip             | Temps      |
| -- | -------------------- | ----------------- | ---------- |
| 1  | Aleksandr Vinokúrov  | Team Telekom      | 6h 01' 03" |
| 2  | Michael Boogerd      | Rabobank ProTeam  | + 04"      |
| 3  | Danilo Di Luca       | Saeco             | m. t.      |
| 4  | Davide Rebellin      | Team Gerolsteiner | m. t.      |
| 5  | Matthias Kessler     | Team Telekom      | m. t.      |
| 6  | Francesco Casagrande | Lampre - Fondital | + 06"      |
| 7  | Michele Scarponi     | Domina Vacanze    | m. t.      |
| 8  | Lance Armstrong      | US Postal         | + 08"      |
| 9  | Ángel Vicioso        | ONCE              | + 12"      |
| 10 | Igor Astarloa        | Saeco             | + 20"      |